# Stazione di Sangemini
La stazione di Sangemini è una stazione ferroviaria della Ferrovia Centrale Umbra. Serve il comune di San Gemini, in provincia di Terni.
È gestita da Rete Ferroviaria Italiana.

## Movimento
Al 2024, la stazione è priva di traffico ferroviario.